# Ostrova Malye Skalistye
Ostrova Malye Skalistye (ryska: Острова Малые Скалистые) är en ögrupp i Antarktis. Den ligger i havet utanför Östantarktis. Australien gör anspråk på området.